# Yami
yami（やみ、1998年6月24日 - ）は、中国のコスプレイヤー。中国と日本を往復しながら活動していたが、2023年の報道によると現在は日本に拠点を置く。

## 経歴
1998年6月24日、上海市に生まれる。
日本のアニメや漫画が大好きで、「アニメの主人公になりたい」とコスプレイヤーをはじめる。初めてのコスプレは初音ミク。
2018年、『はたらく細胞』の血小板のコスプレをTwitterで発表したところ、ネット上で大きな話題となる。同年3月、AnimeJapan2018に参加。『アズールレーン』の愛宕と高雄のコスプレを披露。同年6月、「ビジュアルクイーン撮影会 in としまえん」に出演。えなこや天木じゅんらと水着で共演した。同年8月10日 - 8月12日、コミックマーケット（C94）で『僕は友達が少ない』の柏崎星奈のコスプレを披露。
2019年、WEGOとのコラボアイテムを発売。2020年、『荒野行動』のコスプレを発表。
2021年、『アーテリーギア-機動戦姫-』のニオの公式コスプレイヤー。
2021年3月3日、ホリプロインターナショナルは、yamiの同社所属が決定したと発表した。本人は
皆様、はじめまして。yamiです。ついに、この日がやってきました。今日から正式にホリプロインターナショナルに所属することになりました。本当に嬉しくて、ワクワクしています。これから日本や中国、さらには世界中で活躍できるように頑張ります。自分自身を裏切らないように、もっと一生懸命に活動していきたいです。これからもいろいろな新しい私を皆さんに発信していくと思うので、応援していただければと思います。 みなさん大好きです。一緒に好きなアニメや好きなモノの話をしながら会える日が待ち遠しいです
—yami、
とコメント。
2023年6月23日、都内の書店でファースト写真集『yammy!』の発売イベントを開催。同年6月19日発売の『週刊ヤングマガジン』29号で『恥じらう君が見たいんだ』のコスプレを披露した。
2024年1月31日付けでホリプロインターナショナルを退所。しかし、この件についてyami本人のXやyamiスタッフのX、オフィシャルファンクラブの「yamiに病みつき！」などでは2024年2月末時点で一切言及されておらず、ホリプロインターナショナルのwebサイト上に記載があるのみとなっている。尚、オフィシャルファンクラブは解散せずに運営会社であるFaniconが引き続き運営する。

## 人物
- 趣味はアニメ・ゲーム。特技は料理[1]。中国語と日本語を使える[3]。
- 2018年1月、伊織もえと知り合い、すぐに仲良くなる。yamiによると「性格が合うだけでなく、好きなアニメやゲームなど共通することが多くてすぐに仲良くなった。来日のたびに私のことを歓迎してくれてすごく良くしてくれる」[6]
- 好きな日本の有名人は橋本環奈と神谷浩史。今後挑戦したいコスプレはポケモンのサトシ。本人によるとサトシが好き[2]。

## 出版

### 写真集
- Takeo Dec.『yammy!』（2023年6月、講談社。978-4-06-532637-4）

### 雑誌
- 週刊ヤングマガジン 2018年5月28日号 3（24）
- 週刊ヤングマガジン 2023年3月27日号 44（15）